# Espaço Rap 1
Espaço Rap 1 é a primeira edição da coletânea musical de rap Espaço Rap, produzida por vários artistas do gênero. Foi lançada em 1998 e contém 11 faixas.

## Faixas
1. Verão Na V.R. - Sistema Negro
2. Agora A Casa Cai - Doctor MC's
3. A Vingança - Face Da Morte
4. Lei Da Periferia - Consciência Humana
5. Malandragem Dá Um Tempo - Thaíde & DJ Hum
6. Pirituba (Versão Charme) - RZO
7. Periferia Segue Sangrando - GOG
8. Homem Na Estrada - Racionais MC's
9. Fissurados - Guind'art 121
10. Emanoel - Guind'art 121
11. É O Respeito Que Prevalece - Código Fatal